# Église Notre-Dame-du-Bon-Voyage de La Seyne-sur-Mer
L’église Notre-Dame-du-Bon-Voyage est un édifice religieux catholique sis à La Seyne-sur-Mer, dans le Var (France), Construite de 1674 à 1682 selon les plans du curé de la paroisse, Rossoli, l'église est l’objet d’une inscription au titre des monuments historiques depuis le 2 décembre 1988.

## Historique
La commune de La Seyne possédait une première chapelle construite en 1603. Mais peu de temps après le détachement de La Seyne de la paroisse mère de Six-Fours qui eut lieu en 1657, il fut manifeste que cette modeste chapelle ne répondait plus aux besoins de la population qui était en constante augmentation. Par délibération du 23 mai 1673, le conseil communal décidait la construction d'une nouvelle église à l'emplacement de la chapelle qui fut rasée. La construction est confiée à Pierre et Jean Delvaux, maîtres maçons à Aix-en-Provence. La pose de la première pierre a lieu le 8 juin 1674 et les travaux sont terminés en 1682.

### Réfection de la façade
Vers 1888, de grosses réparations s'avérant nécessaires, Marius Michel, dit Michel Pacha, nouveau propriétaire du quartier de Tamaris, propose à la Mairie de prendre à sa charge les travaux de réfection et d'amélioration de l'église. Les travaux sont exécutés en 1890 sous la direction de Paul Page, architecte à Toulon. La façade est totalement refaite avec son porche central orné de personnages sculptés et surmonté d'une grande rosace.

### Intérieur de l'église

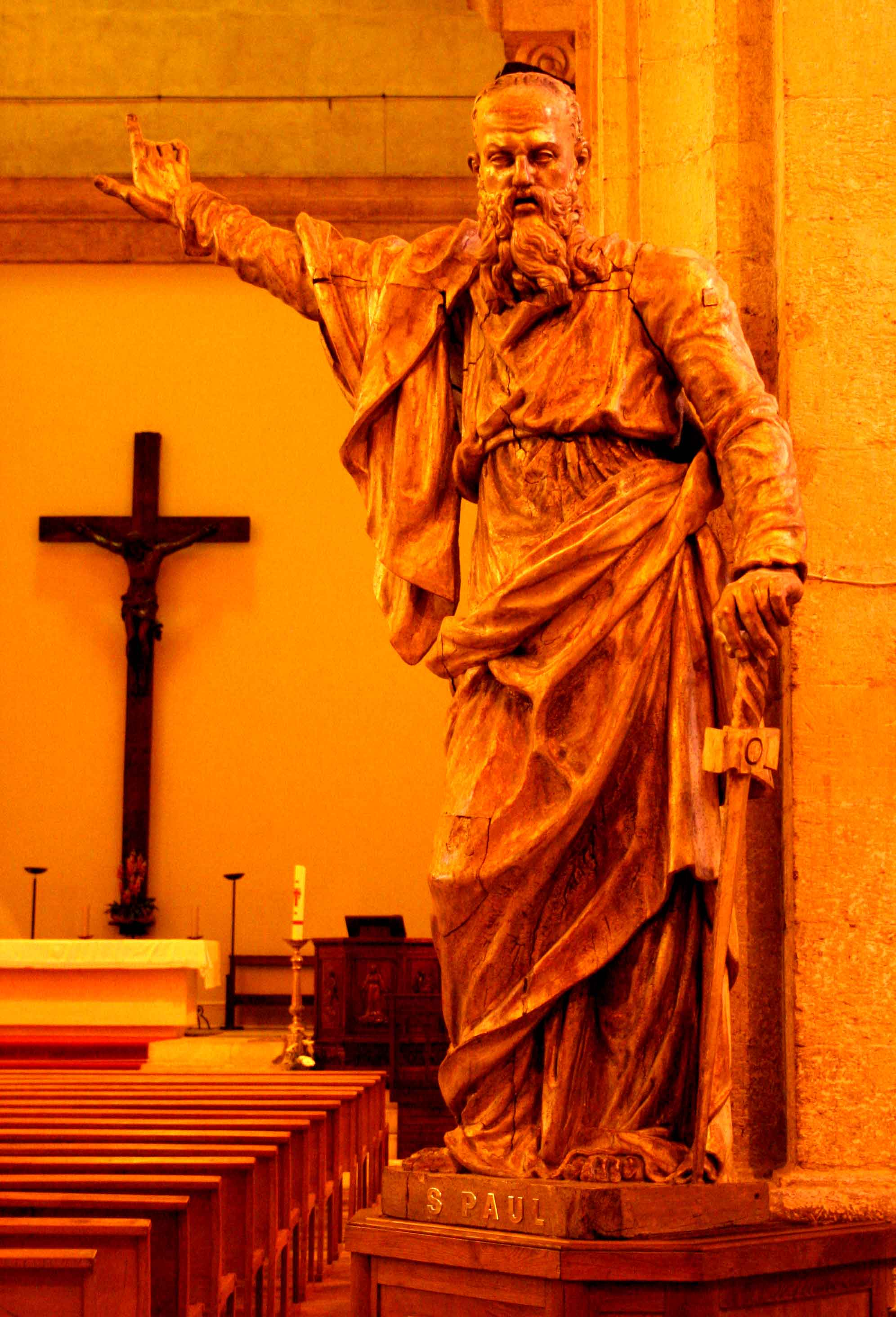
Saint Paul
par André Allar

L'église, dirigée vers le sud-ouest, est constituée de trois nefs de quatre travées voûtées d'ogive ; elle se termine par un chœur carré coiffé d'une voûte en coupole à huit côtés avec oculus ovale. L'éclairage est assuré par des fenêtres percées dans les bas-côtés et dans le haut de la nef principale. Les dimensions sont de 39 mètres de long sur 19 mètres de large et 17 mètres de haut. La nef principale a 7 mètres de largeur et les nefs secondaires 5 mètres.
L'autel, qui a été construit par la grande marbrerie artistique de Bourg-Saint-Andéol, a été offert par Amable Lagane, directeur des chantiers de La Seyne, à l'occasion du mariage de sa fille en 1892. 
Dans la nef principale, on peut admirer deux grandes statues en bois doré représentant saint Pierre et saint Paul ; cette dernière sculpture a été réalisée par André-Joseph Allar, natif de Toulon et grand prix de Rome en 1869.
Le premier orgue est installé en 1811 par Jean-François-Marie Borme et Charles-Ferdinand Gazeau, facteurs d'orgues à Marseille. L'orgue actuel, œuvre du maître François Mader, de Marseille, est installé en 1891-1892 et inauguré le 9 octobre 1892 en présence de Mgr Mignot, évêque de Fréjus et de Toulon.

### Les cloches
Les quatre cloches actuelles datent de 1862 et ont été fournies par Émile Baudouin, fondeur à Marseille ; la famille Baudouin sera à l'origine de la création d'une société marseillaise de construction de moteurs marins, les Moteurs Baudouin.